# Pseudoauricularia papuana
Pseudoauricularia papuana — вид грибів, що належить до монотипового роду Pseudoauricularia.